# Casas de fuego
Casas de fuego és una pel·lícula argentina dramàtica-històrica de 1995 dirigida per Juan Bautista Stagnaro i protagonitzada per Miguel Ángel Solá, Pastora Vega i Carola Reyna. Es va estrenar el 31 d'agost de 1995 i va ser guanyadora de set premis, entre ells el Còndor de Plata i el Kikito d'Or, del Festival de Gramado, com a Millor Pel·lícula.
La història se centra en la malaltia de Chagas i com, després de conèixer les recerques de Carlos Chagas al Brasil, el metge argentí Salvador Mazza duu a terme les seves recerques intentant completar el quadre d'aquesta malaltia. El film plasma a més l'agosarada lluita del sanitarista darrere de salvar la vida de gent anònima, pobra i amb poc coneixement sobre la transmissió de la malaltia, i el seu esforç per a poder aconseguir els subsidis i suports necessaris d'una societat política hipòcrita i una comunitat científica poc interessada.

## Base del film
La malaltia de Chagas és una malaltia transmesa per un paràsit a través de la picada d'un insecte o per sang infectada. Existeixen en el món al voltant de 20.000.000 persones amb aquesta infecció i es considera que hi ha 100.000.000 persones en situació de risc per viure en regions on el paràsit és endèmic. Malgrat aquestes xifres pertany al grup de les anomenades “malalties oblidades” pel poc interès de la indústria farmacèutica en la seva recerca i en el desenvolupament de nous productes per al seu tractament.
La causa d'aquest oblit pot intuir-se observant el mapa de la localització d'aquesta malaltia que es correspon exactament amb el mapa de la pobresa a Amèrica. Aquesta coexistència és deguda a l'hàbit de l'insecte transmissor de viure en els sostres de palla i en les esquerdes de les parets dels habitatges precaris. Això significa que una manera d'erradicar-ho podria ser a través de la destrucció del seu hàbitat, cremant aquestes construccions i reemplaçant-les per habitatges dignes i habitables, d'allí deriva la idea del títol del film: Casas de Fuego.

## Sinopsi
La història se centra en la vida de Salvador Mazza, el metge argentí que va estudiar el Mal de Chagas a l'Argentina, i la seva lluita per a aconseguir l'erradicació d'aquesta malaltia, estretament lligada a la pobresa i les condicions deplorables que afrontava la classe baixa rural. Mazza ha de lluitar contra la indiferència dels seus superiors i col·legues (arriben a tirar-ho de l'Acadèmia Nacional de Medicina) sumat al desdeny dels estancieros i les classes dominants en els pobles rurals. Amb l'ajuda de la seva dona i uns pocs amics investiga l'origen de la malaltia i la possibilitat d'una cura, mitjançant la Missió d'Estudis de Patologia Regional Argentina (MEPRA), un institut que va tenir com a meta diagnosticar i estudiar les malalties desconegudes del nord argentí, entre elles el Mal de Chagas.

## Repartiment
- Miguel Ángel Solá... Salvador Mazza
- Pastora Vega... Flor
- Carola Reyna... Jeanette
- Carolina Fal... Elsa Conrad
- Humberto Serrano... Arce
- Alfa Bidondo... Médico Mepra
- Carlos Campos... Médico Mepra
- Alex Benn... Hoover Miller
- Suna Rocha... Madre de Luisa
- Valeria Mostajo... Luisa
- Marcos Woinsky... Padre Kovacs
- Adán Cesarini... Gobernador
- Heimo López Calero... Empleado correos
- Alejandro Fidalgo... Flautista
- Marcelo Prieto... Violinista
- Nora Zinsky... Agustina
- Boy Olmi... Reynal
- José García Marino ... Hombre rural
- Roberto Palma ... Banda musical
- Juan Carlos Caranci ... Banda musical
- Olegario Luján ... Banda musical
- Óscar Miguez ... Banda musical
- José Waldemeyer ... Banda musical
- Roberto Lorio ... Krauss
- Fabián de Lucas ... Leñador
- Fernando Llosa ... Académico
- Alejandro Aldana ... Policía
- Hugo Sosa ... Policía
- Rubén Iriarte ... Periodista
- Damián Guerra ... Periodista
- Honoria Torre ... Amiga de Agustina
- Martín Reinaga ... Hombre muerto
- María Lorenzutti ... Beatriz
- María Dorila Lanz ... Mujer de la cooperadora
- María Francisca Álvarez ... Mujer de la cooperadora
- Marta Gimeno ... Mujer de la cooperadora
- Mario Machado ... Cadáver
- José Luis Alfonzo... overo ciego
- Bruno Stagnaro... Pastor
- Paolo Fiorini ... Oculista
- Matías Latessa ... Miller Jr.
- Rodolfo Gelos ... Periodista
- Alberto Ivern ... Periodista
- Harry Havilio
- Aldo Barbero... Voz
- Diego Leske ... Voz
- Rogelio Cormanich ... Voz
- Roberto Zerda ... Voz
- Ricardo Alaniz ... Voz
- José Benito ... Voz

## Premis
- 1995, Festival Internacional de Shanghái, premi especial del jurat.
- 1995, Festival Internacional del Nou Cinema Llatinoamericà de l'Havana, premi especial del jurat.
- 1996, Còndor de Plata de l'Associació Argentina de Crítics de Cinema, millor pel·lícula, millor director, millor actor (Miguel Ángel Solá), millor guió i revelació masculina (José Luis Alfonzo). Millor fotografia Esteban Courtalón.
- 1996, Festival de Gramado (Brasil), Kikito d'Or.